# گویش نیسی
گویش نیسی (اکسیتان: Niçart) گویشی از اکسیتان است که در نیس فرانسه و در مناطق شهرستان تاریخی نیس گفتگو می‌شود. نیسی زیرگویش پرونسی است که خود گویشی از زبان اکسیتان به‌شمار می‌رود. برخی به دلایل سیاسی این گویش را بیشتر به گویش جنوایی همسایه در ایتالیا نزدیک می‌دانند.
بیشتر ساکنان نیس و پیرامون آن دیگر به نیسی صحبت نمی‌کنند و شمار کمی که این کار را می‌کنند به زبان فرانسوی نیز تسلط دارند. با این وجود، امروزه به‌کارگیری این زبان رو به افزایش است. برخی از اخبار تلویزیون محلی به نیسی (با زیرنویس فرانسوی) هستند و تابلوهای خیابانی در بخش قدیمی نیس به این گویش و فرانسوی نوشته شده‌اند.